# Innocent de Moscou
Pour les articles homonymes, voir Innocent.
Innocent de Moscou dit aussi Innocent d'Alaska est un saint orthodoxe.
Né Ivan Evseïevitch Popov (en russe : Иван Евсеевич Попов) le 26 août 1797 (6 septembre dans le calendrier grégorien), mort le 31 mars 1879 (12 avril dans le calendrier grégorien)). Il est connu aussi sous le nom d’Innocent Veniaminov en tant que savant et explorateur des côtes du Nord Pacifique qui a laissé son nom à un volcan, le Mont Veniaminof .
Il est métropolite de Moscou de 1868 à sa mort. L'Église orthodoxe l'a canonisé comme « apôtre de l'Amérique du Nord et de la Sibérie ». Il est fêté le 31 mars en Orient.

## Enfance et études
Né dans le village d'Angarsk, dans la région d'Irkoutsk, le futur métropolite Innocent, Jean (Ivan) Popov, selon l'état civil, perdit son père Eusèbe à l'âge de 6 ans. C'est son oncle paternel, Dimitri qui se chargea de son éducation.
À partir de neuf ans, jusqu'à vingt ans, il étudia au séminaire d'Irkoutsk. Dans le but de le différencier des autres « Popov », on le nommait « Popov d'Angarsk ». Remarqué par le recteur du séminaire comme élève sérieux et appliqué, il lui fut proposé de prendre le nom du précédent archevêque d'Irkoutsk, Véniamine (Benjamin). Il fut donc « Jean Véniaminov ».
En 1817, alors que le recteur du séminaire le destinait à une carrière ecclésiastique, Jean se maria le 29 avril puis fut ordonné diacre le 13 mai à l'église de l'Annonciation d'Irkoutsk.
Le père Jean vécut ses 4 années de diaconat comme « les plus lumineuses de sa vie ».
Le 18 mai 1821, il était ordonné prêtre dans la même église.

## Prêtre en Alaska
En 1823, il reçut, comme les autres prêtres du diocèse, une proposition de partir missionnaire sur les îles Aléoutiennes, en Alaska (alors un territoire russe). Quoiqu'il fût marié, père d'un petit garçon d'un an (prénommé Innocent), et que les îles Aléoutiennes soient le bout du monde, il décida de répondre à l'appel.
Avec sa famille, sa mère et un de ses frères, il parcourut les 3 000 km (200 km de route, puis 700 km sur le fleuve Léna, puis 1 000 km de piste boueuse et effondrée, et pour finir plus de 1 000 km par mer) en plus de 15 mois. Il arriva donc à Novo Arkhangelsk. Il avait à évangéliser une soixantaine d'îles situées à la limite du détroit de Béring et de l'Océan Pacifique, dont la plus grande, Unalaska, fait 150 km de long sur 50 km de large.
Missionnaire zélé, il enseigna autant le travail du bois ou du fer que l'évangile à ses paroissiens. Lui-même apprit la langue des Aléoutes sur le tas. Il composa un alphabet aléoute, et rédigea dans cette langue divers ouvrages. De même, il traduisit un catéchisme, l'Évangile selon Matthieu et les prières les plus importantes.
Il se déplaçait d'une île à l'autre à la manière locale, sur un canot en peau tendue risquant le naufrage à plusieurs reprises.
Le père Jean servit sur l'île d'Unalaska et les îles environnantes durant 10 ans au cours desquels il eut, avec son épouse Catherine, 5 autres enfants.
En 1834, l'évêque diocésain d'Irkoutsk le transféra sur l'île de Sitka qui était le centre des colonies russes. Les indiens locaux étaient des Tlinkits, qui redoutaient les Russes comme des asservisseurs. Une épidémie de variole menaçant de les décimer, le père Jean parvint à les faire vacciner, ce qui le fit accepter comme un ami. Comme pour les Aléoutes, le père Jean apprit leur langue, leurs coutumes et commença à leur annoncer l'évangile. Comme les Russes n'autorisaient pas les Tlinkits à pénétrer dans la forteresse où se trouvait la seule église de l'île, le père Jean célébra, en 1837, une première liturgie à l'extérieur de la forteresse : toute la population autochtone locale se joignit à lui.
En 1838, le père Jean entreprit, avec sa famille un voyage à Moscou pour informer le Saint Synode des besoins de la mission dans ces terres éloignées… un voyage de plus d'un an. À Moscou et Saint-Pétersbourg, il put aussi collecter des fonds auprès de l'aristocratie.
Alors qu'il était encore à Saint-Pétersbourg, il apprit que Catherine, son épouse était décédée 4 mois plus tôt à Irkoutsk, le 25 novembre 1839. Ses enfants furent alors inscrits dans des écoles de Saint-Pétersbourg et pris en charge par l'état.
Lui-même, à la demande du Métropolite Philarète de Moscou, reçut la tonsure monastique, avec le nom d'Innocent (29 novembre 1840), puis consacré évêque du Kamtchatka (en Sibérie), des îles Kouriles et des îles Aléoutiennes le 15 décembre 1840. Il fut ainsi le premier évêque orthodoxe sur le continent américain. Le 10 janvier suivant, il repartait pour rejoindre son siège épiscopal à Novo Arkhangelsk.

## L'évêque Innocent
Un voyage de deux ans pour 5 000 km, qui lui permit de visiter toutes les églises du Kamtchatka. Il passa les années suivantes à visiter son diocèse, apprenant les langues locales pour annoncer l'Évangile directement, instruisant beaucoup, mais ne baptisant que si le candidat se montrait véritablement chrétien.
En 1850, Mgr Innocent fut élevé au rang d'archevêque. Il transféra alors son siège épiscopal de Novo Arkhangelsk à Yakoutsk, sur le continent asiatique.
Là encore, il favorisa la traduction et l'édition des textes bibliques et liturgiques dans les langues locales, ainsi que la célébration liturgique le plus fréquemment possible en dehors des grandes églises.
De la Yakoutie, il se mit à suivre le fleuve Amour pour parcourir la partie asiatique de son diocèse et commença à évangéliser en Mandchourie.

## Métropolite de Moscou
En 1868, âgé de 71 ans, il est nommé Métropolite de Moscou, à la suite du décès de Philarète. Durant les 10 années qu'il vécut encore, malgré une maladie des yeux qui le faisait beaucoup souffrir, il s'attache à la formation du clergé, mais ancien époux, père et grand-père, il s'occupe aussi du statut du clergé blanc (prêtre mariés, à la différence du clergé noir, les hiéromoines).
Le métropolite Innocent décède le samedi 31 mars 1879, la veille de Pâques, âgé de 82 ans. Il est enterré dans le monastère de la Trinité-Saint-Serge.

## «Saint Innocent»
Il est canonisé en 1977, par le Synode de l'Église d'Amérique.
Sa fête est célébrée le 31 mars et le 23 septembre.

## Sources
Sources : L'Alaska qui conduit au royaume des cieux, éditions du désert, 2002  (ISBN 2-914857-03-9)